# Lasha Talakhadze
Lasha Talakhadze (Lacha Talarrádze, em georgiano:  ლაშა ტალახაძე; 2 de outubro de 1993, em Sachkhere) é um halterofilista georgiano, campeão mundial e olímpico.

## Carreira
Lasha Talakhadze participou pela primeira vez de um campeonato internacional em 2010, no Campeonato Europeu Sub-18, em Valência. Ele compete na categoria superpesado (acima de 105 kg) e venceu com um total de 345 kg (158 no arranque e 187 no arremesso).
Em setembro de 2011, voltou a ser campeão no Campeonato Europeu para juniores, em Bucareste, onde aumentou seu desempenho para 402 kg (185+217). Ele também participou do Campeonato Mundial para adultos, em Paris, nesse ano e ficou em 20º lugar, com 387 kg (180+207).
No Campeonato Europeu Júnior de 2012 (sub-20), em Eilat, ele levantou 412 kg (190+222). Com essa conquista, terminou em terceiro lugar, atrás de Magomed Abuiev, da Rússia, e Gor Minassian, da Armênia. Em maio de 2013, venceu o Campeonato Mundial Júnior, em Lima, com 411 kg (190+221) no total, à frente de Gor Minassian, que alcançou 403 kg.
No Campeonato Europeu Júnior de 2013, em Tallinn, ele alcançou 415 kg (190+225) no total. Neste campeonato, no entanto, testou positivo para estanozolol. Por isso, foi banido pela Federação Internacional de Halterofilismo de 17 de outubro de 2013 a 17 de outubro de 2015.
Após a suspensão de dois anos, Lasha Talakhadze retornou às competições em novembro de 2015, no Campeonato Mundial em Houston. Ele registrou a marca de 454 kg (207+247), terminando inicialmente em segundo lugar, mas posteriormente ficou com a medalha de ouro no total, após a desclassificação do russo Aleksei Lovtchev por uso de ipamorelina [en].
No Campeonato Europeu de Halterofilismo de 2016, em Førde, Talakhadze venceu com um total de 463 kg, sendo 212 kg no arranque e 251 kg no arremesso.
Nos Jogos Olímpicos de 2016, ele ergueu 215 kg no arranque, quebrando o recorde mundial de 214 kg, estabelecido por Behdad Salimi (que posteriormente retomou o recorde ao levantar 216 kg, igualando a marca de Antonio Krastev, da Bulgária, em 1987). Na fase do arremesso, Behdad Salimi tentou 245 kg em sua primeira e segunda tentativas, mas o movimento foi anulado pelo júri. Ele também não conseguiu concluir sua terceira tentativa de 245 kg. Lasha, então, levantou 247 kg, assumindo a liderança após a falha de Salimi. Em seguida, ergueu 258 kg no arremesso, estabelecendo um novo recorde mundial no total, com 473 kg, e conquistou a medalha de ouro.
Em 2017, em Split, Lasha Talakhadze quebrou o recorde mundial no arranque ao levantar 217 kg e, com 250 kg no arremesso, totalizou 467 kg, conquistando mais um título europeu. Com esse feito, superou a marca de 216 kg no arranque, estabelecida por Antonio Krastev em 1987 e igualada por Behdad Salimi nas Olimpíadas de 2016.
No Campeonato Mundial, em Anaheim, Talakhadze quebrou novamente o recorde no arranque, atingindo a marca inédita de 220 kg. No arremesso, levantou 257 kg, totalizando 477 kg e, com isso, superou o recorde mundial no total, que permanecia inalterado desde 1988, quando foi estabelecido por Leonid Taranenko.
Em 2018, manteve sua série de vitórias. No Campeonato Europeu, em Bucareste, levantou 210 kg no arranque, mas falhou na tentativa de 221 kg para aumentar o recorde mundial. No Campeonato Mundial de novembro de 2018, em Asgabate, foi novamente campeão mundial na categoria superpesado, que, após a reestruturação das classes de peso, passou a abranger atletas acima de 109 kg. Seu desempenho totalizou 474 kg (217+257). Devido à mudança nas categorias, essas marcas foram estabelecidas como novos recordes mundiais.
Em 2019, Talakhadze foi campeão europeu em Batumi, aumentando seu recorde total para 478 kg, além de melhorar os recordes no arranque (218 kg) e no arremesso (260 kg) na nova categoria. No Campeonato Mundial daquele ano, ele restabeleceu seu recorde no arranque, com 220 kg, e elevou o recorde no arremesso para 264 kg, totalizando 484 kg.
No Campeonato Europeu de 2021, em Moscou, quebrou o recorde mundial no arranque, com 222 kg, e conseguiu erguer 263 kg no arremesso, totalizando 485 kg, um novo recorde mundial.
Nos Jogos Olímpicos de Tóquio, adiados para 2021, conquistou a medalha de ouro na categoria acima de 109 kg, levantando 223 kg no arranque e 265 kg no arremesso, totalizando 488 kg. Todas essas marcas foram novos recordes mundiais e olímpicos.
No Campeonato Mundial de Halterofilismo de 2021, realizado em Tasquente, conquistou a medalha de ouro na categoria acima de 109 kg, quebrando novamente seus próprios recordes: 225 kg no arranque, 267 kg no arremesso e 492 kg no total — a maior marca da história do halterofilismo.
Em junho de 2022, no Campeonato Europeu de Halterofilismo, recuperando-se de uma lesão na perna esquerda, voltou a ocupar o primeiro lugar, tornando-se campeão europeu pela sexta vez com 462 kg (217 no arranque e 245 no arremesso).
No Mundial de 2022, em Bogotá, na categoria acima de 109 kg, conquistou o título de campeão na soma das duas provas, totalizando 466 kg. Ele também ganhou as duas pequenas medalhas de ouro, levantando 215 kg no arranque e 251 kg no arremesso.
Em Ierevã, no Campeonato Europeu de 2023, na categoria acima de 109 kg, Lasha conquistou a medalha de ouro ao levantar um total de 474 kg. Ele também garantiu as medalhas de ouro no arranque e no arremesso.
Em Riade, onde ocorreu o Campeonato Mundial de Halterofilismo de 2023, Lasha conquistou novamente o título de campeão mundial — o sétimo da carreira —, com um total de 473 kg. Ele também ganhou medalhas de ouro no arranque e no arremesso.
Em fevereiro de 2024, desistiu do Campeonato Europeu em Sófia para se recuperar de uma lesão em um dos joelhos.
Durante a cerimônia de abertura dos Jogos Olímpicos de Verão de 2024, em Paris, ele foi o porta-bandeira de sua nação, novamente ao lado de Nino Salukvadze. Nos Jogos, conquistou sua terceira medalha de ouro consecutiva, com um total de 470 kg (215+255).
Lasha Talakhadze não disputou o Campeonato Mundial de 2024, em Bahrein, marcando sua primeira ausência desde 2015. Após conquistar seu terceiro ouro olímpico em Paris, ele praticamente não treinou devido a lesões, incluindo problemas persistentes no joelho esquerdo. Além disso, deu início a uma nova fase na política. Ele tomou posse como membro do Parlamento da Geórgia pelo partido Sonho Georgiano. Apesar dessa transição, Talakhadze afirmou que política e esporte não são incompatíveis e manteve aberta a possibilidade de continuar competindo. O presidente da Federação Georgiana de Halterofilismo, Kakhi Kakhiashvili, e o técnico nacional Giorgi Assanidze esperam que Lasha retome os treinos, visando o Campeonato Europeu de 2026, em Batumi, e os Jogos Olímpicos de Los Angeles 2028. Há também a ambição de estabelecer uma marca histórica: atingir um total de 500 kg, superando seu recorde mundial atual de 492 kg. No entanto, Kakhiashvili alertou que, se Talakhadze não retomar os treinos em breve, suas chances de conquistar um quarto ouro olímpico diminuirão consideravelmente. Sua continuidade no esporte dependerá de como equilibrará os compromissos políticos e a preparação física nos próximos anos.
Em paralelo à carreira política e à pausa nos treinos, Talakhadze também assumiu um novo papel no esporte: foi eleito, em abril de 2025, presidente da Federação de Halterofilismo da Geórgia. A nomeação, anunciada oficialmente pela própria entidade, vale por um mandato de quatro anos e mostra que ele continua envolvido com o levantamento de peso, mesmo sem competir por enquanto.

## Quadro de resultados
Principais resultados:
| Ano                                | Lugar                                                                        | Categoria       | Marca (kg) / pos. | Marca (kg) / pos. | Marca (kg) / pos. | Ref.            |
| Ano                                | Lugar                                                                        | Categoria       | Arranque          | Arremesso         | Total             | Ref.            |
| Jogos Olímpicos                    | Jogos Olímpicos                                                              | Jogos Olímpicos | Jogos Olímpicos   | Jogos Olímpicos   | Jogos Olímpicos   | Jogos Olímpicos |
| ---------------------------------- | ---------------------------------------------------------------------------- | --------------- | ----------------- | ----------------- | ----------------- | --------------- |
| 2016                               | Rio de Janeiro, Brasil                                                       | +105 kg         | 215 / 2           | 258 / 1           | 473 /             |                 |
| 2021                               | Tóquio, Japão                                                                | +109 kg         | 223 / 1           | 265 / 1           | 488 /             | [ 23 ]          |
| 2024                               | Paris, França                                                                | +102 kg         | 215 / 2           | 255 / 1           | 470 /             |                 |
| Campeonato Mundial                 |                                                                              |                 |                   |                   |                   |                 |
| 2010                               | Antália, Turquia                                                             | +105 kg         | 162 / 27          | Sem marca         | ---               |                 |
| 2011                               | Paris, França                                                                | +105 kg         | 180 / 16          | 207 / 25          | 387 / 20          |                 |
| 2015                               | Houston, Estados Unidos                                                      | +105 kg         | 207 /             | 247 /             | 454 /             |                 |
| 2017                               | Anaheim, Estados Unidos                                                      | +105 kg         | 220 /             | 257 /             | 477 /             | [ 24 ]          |
| 2018                               | Asgabate, Turquemenistão                                                     | +109 kg         | 217 /             | 257 /             | 474 /             |                 |
| 2019                               | Pattaya, Tailândia                                                           | +109 kg         | 220 /             | 264 /             | 484 /             | [ 25 ]          |
| 2021                               | Tasquente, Uzbequistão                                                       | +109 kg         | 225 /             | 267 /             | 492 /             |                 |
| 2022                               | Bogotá, Colômbia                                                             | +109 kg         | 215 /             | 251 /             | 466 /             |                 |
| 2023                               | Riade, Arábia Saudita                                                        | +109 kg         | 220 /             | 253 /             | 473 /             |                 |
| Campeonato Europeu                 |                                                                              |                 |                   |                   |                   |                 |
| 2016                               | Førde, Noruega                                                               | +105 kg         | 212 /             | 251 /             | 463 /             |                 |
| 2017                               | Split, Croácia                                                               | +105 kg         | 217 /             | 250 /             | 467 /             |                 |
| 2018                               | Bucareste, Romênia                                                           | +105 kg         | 210 /             | 247 /             | 457 /             |                 |
| 2019                               | Batumi, Geórgia                                                              | +109 kg         | 218 /             | 260 /             | 478 /             |                 |
| 2021                               | Moscou, Rússia                                                               | +109 kg         | 222 /             | 263 /             | 485 /             |                 |
| 2022                               | Tirana, Albânia                                                              | +109 kg         | 217 /             | 245 /             | 462 /             |                 |
| 2023                               | Ierevã, Armênia                                                              | +109 kg         | 222 /             | 252 /             | 474 /             |                 |
| 2024                               | Sófia, Bulgária                                                              | +109 kg         | Não começou       | Não começou       | ---               |                 |
| Campeonato Mundial Júnior          |                                                                              |                 |                   |                   |                   |                 |
| 2013                               | Lima, Peru                                                                   | +105 kg         | 190 /             | 221 /             | 411 /             |                 |
| Campeonato Europeu Júnior & sub-23 |                                                                              |                 |                   |                   |                   |                 |
| 2011                               | Bucareste, Romênia                                                           | +105 kg         | 185 /             | 217 /             | 402 /             |                 |
| 2012                               | Eilat, Israel                                                                | +105 kg         | 190 /             | 222 /             | 412 /             |                 |
| 2013                               | Tallinn, Estônia                                                             | +105 kg         | 190 / DSQ         | 225 / DSQ         | 415 / DSQ         |                 |
| 2016                               | Eilat, Israel                                                                | +105 kg         | 205 /             | 235 /             | 440 /             |                 |
| Campeonato Europeu Juvenil         |                                                                              |                 |                   |                   |                   |                 |
| 2010                               | Valência, Espanha                                                            | +105 kg         | 158 /             | 187 /             | 345 /             |                 |
| Outras                             |                                                                              |                 |                   |                   |                   |                 |
| 2015                               | Marneuli, Geórgia Torneio Internacional Kakhi Kakhiashvili                   | +105 kg         | 203 / 1           | 235 / 1           | 438 /             | [ 26 ]          |
| 2019                               | Grodno, Belarus Copa de Aleksandr                                            | +109 kg         | Não começou       | Não começou       | ---               | [ 27 ]          |
| 2019                               | Gaziantepe, Turquia Torneio Internacional Naim Süleymanoğlu                  | +109 kg         | 208 /             | 242 /             | 450 /             | [ 28 ]          |
| 2019                               | Tiblíssi, Geórgia Torneio Internacional Kakhi Kakhiashvili e Copa da Geórgia | +109 kg         | 210 / 1           | 245 / 1           | 455 /             | [ 29 ] [ 30 ]   |
| 2020                               | Roma, Itália Copa do Mundo de Roma 2020                                      | +109 kg         | 215 /             | 255 /             | 470 /             | [ 31 ]          |
| 2022                               | Gdansk, Polônia 27º Memorial Waldemar Malak                                  | aberta          | 205 / 1           | 235 / 1           | 440 /             | [ 32 ]          |
| 2024                               | Phuket, Tailândia Copa do Mundo da IWF                                       | +109 kg         | Não começou       | Não começou       | ---               |                 |
| Campeonato Georgiano               |                                                                              |                 |                   |                   |                   |                 |
| 2016                               | Sachkhere                                                                    | +105 kg         | 197 / 1           | 225 / 2           | 422 /             | [ 33 ]          |
| 2017                               | Duchéti [en]                                                                 | +105 kg         | 220 / 1           | 254 / 1           | 474 /             | [ 34 ] [ 35 ]   |
| 2018                               | Tiblíssi                                                                     | +105 kg         | 214 / 1           | 264 / 1           | 478 /             | [ 36 ]          |
| 2019                               | Tiblíssi                                                                     | +109 kg         | 219 / 1           | 255 / 1           | 474 /             | [ 37 ]          |
| 2020                               | Duchéti                                                                      | +109 kg         | 217 / 1           | 250 / 1           | 467 /             | [ 38 ]          |
| 2021                               | Duchéti                                                                      | +109 kg         | 215 / 1           | 250 / 1           | 465 /             | [ 39 ]          |
| 2022                               | Duchéti                                                                      | +109 kg         | 215 / 1           | 245 / 1           | 460 /             | [ 40 ]          |
| Evento-teste nacional              |                                                                              |                 |                   |                   |                   |                 |
| 2020                               | Tiblíssi                                                                     | +109 kg         | 222 / 1           | 255 / 1           | 477 /             | [ 41 ]          |

1. ↑  Edição de 2020 adiada para 2021